# Klinë
Pour les articles homonymes, voir Kline.
Klinë en albanais et Klina en serbe latin (en serbe cyrillique : Клина ; autre nom albanais : Klina) est une ville et une commune (municipalité) du Kosovo. Elle fait partie du district de Pejë/Peć. En 1991, la commune/municipalité comptait 65 033 habitants, dont une majorité d'Albanais. En 2009, la population de la commune/municipalité était estimée par l'OSCE à 55 000 habitants. Selon le recensement kosovar de 2011, la commune compte 37 585 habitants.

## Géographie

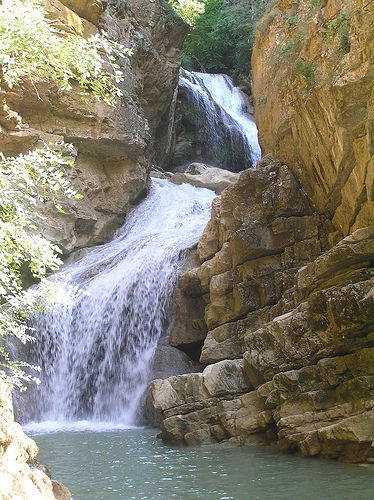
Une des chutes d'eau de la rivière Miruša

Klinë/Klina est située à la confluence de la rivière du Drin blanc.

## Localités
La commune/municipalité de Klinë/Klina compte les localités suivantes :
| - Balincë/Balince - Berkovë/Berkovo - Binxhë/Biča - Bokshiq/Bokšić - Bubavec/Bobovac - Budisalc/Budisavci - Çabiq/Čabić - Caravik/Cerovik - Carrallukë/Crni Lug - Deiq/Deič - Dobërdol/Dobri Dol - Dollc/Dolac - Dollovë/Dolovo - Dranashiq/Drenovčić - Drenoc/Drenovac - Dresnik/Drsnik | - Dugajevë/Dugonjive - Dush/Duš - Dush i Vogël/Dušević - Gjurgjevik i Madh/Veliki Đurđevik - Gjurgjevik i Vogël/Mali Đurđevik - Gllarevë/Iglarevo - Golluboc/Golubovac - Grabanicë/Grabanica - Grabc/Grabac - Gremnik/Grebnik - Jagodë/Jagoda - Jashanicë/Jošanica - Jelloc/Jelovac - Këpuz/Kpuz - Kërnicë/Krnjince - Kijevë/Kijevo | - Klinac/Klinavac - Klinë/Klina - Krushevë e Madhe/Veliko Kruševo - Krushevë e Vogël/Malo Kruševo - Leskoc/Leskovac - Llashkadrenoc/Vlaški Drenovac - Llazicë/Lozica - Mleqan/Mlečane - Nagllavë/Naglavci - Përçevë/Prčevo - Pjetërq i Epërm/Gornji Petrič - Pjetërq i Poshtëm/Donji Petrič - Pllaqicë/Pločice - Pogragjë/Pograđe - Qeskovë/Českovo - Qupevë/Čupevo | - Radulloc/Radulovac - Ranoc/Renovac - Resnik/Resnik - Rudicë/Rudice - Sferkë/Svrhe - Shkarashnik/Skorošnik - Shtupel/Štupelj - Siqevë/Sićevo - Stupë/Stup - Ujmir/Dobra Voda - Vërmicë/Vrmnica - Videjë/Vidanje - Volljak/Volujak - Zabërgjë/Zabrđe - Zajm/Zajmovo - Zllakuqan/Zlokućane |

## Démographie
| Nationalités                                                                      |          |       |        |       |              |      |       |      |        |
| Année/Population                                                                  | Albanais | %     | Serbes | %     | Monténégrins | %    | Roms  | %    | Total  |
| 1961                                                                              | 18 124   | 66,75 | 7 378  | 27,17 | 1 372        | 5,05 | 80    | 0,29 | 27 153 |
| 1971                                                                              | 33 050   | 78,04 | 7 864  | 18,57 | 1 157        | 2,73 | 118   | 0,28 | 42 351 |
| 1981                                                                              | 45 594   | 83,60 | 6 829  | 12,52 | 973          | 1,78 | 798   | 1,46 | 54 539 |
| 1991                                                                              | 43 248   | 82,75 | 5 209  | 9,97  | 621          | 1,19 | 1 278 | 2,45 | 52 266 |
| January 1999                                                                      | 55 000   | 78,6  | 10 000 | 14,3  |              |      | 5 000 | 7,1  | 70 000 |
| 2006                                                                              | 53 000   | 96,5  | 94     | 0,17  |              |      | 1 800 | 3,3  | 54 900 |
| Réf. : Recensements yougoslaves jusqu'en 1991, estimations OSCE pour 1999 et 2006 |          |       |        |       |              |      |       |      |        |

En mars 2009, la population de la commune/municipalité était estimée à 55 000 habitants, dont 2 000 Serbes du Kosovo, Roms, Ashkali et Égyptiens.
La commune/municipalité de Klinë/Klina est devenue la première du Kosovo à créer des conditions favorables pour le retour des Serbes déplacés. Malgré ces efforts seuls 350 à 400 réfugiés sont rentrés dans la commune.

## Politique
L'assemblée de Klinë/Klina compte 31 membres, qui, en 2007, se répartissaient de la manière suivante :
| Parti                                                       | Sièges |
| ----------------------------------------------------------- | ------ |
| Parti démocratique du Kosovo (PDK)                          | 10     |
| Ligue démocratique du Kosovo (LDK)                          | 7      |
| Alliance pour le futur du Kosovo (AAK)                      | 6      |
| Ligue démocratique de Dardanie (LDD)                        | 4      |
| Parti chrétien-démocrate albanais du Kosovo (PSHDK)         | 1      |
| Parti chrétien-démocrate du Kosovo pour l'intégration (AKR) | 1      |
| Alliance pour un nouveau Kosovo (SDA)                       | 1      |
| Parti réformiste (ORA)                                      | 1      |

Sokol Bashota, membre du PDK, a élu maire de la commune/municipalité et Ramiz Rrusta, membre du même parti, maire-adjoint ; le PDK figure dans une coalition comprenant également le LDD, l'AKR et le ORA.

## Religions
D'après les derniers recensements (2009), la région est majoritairement de tradition musulmane avec une forte minorité de catholiques albanais (30%). On trouve dans la région de nombreuses églises catholiques dont une église illyrienne datant du Moyen Âge.

## Économie
L'activité principale de la commune/municipalité est l'agriculture.

## Sport
La ville possède un club de football, le KF Dukagjini.

## Tourisme
La commune/municipalité de Klinë/Klina abrite plusieurs ensembles classés. Sur le territoire du village d'Ujmir/Dobra Voda se trouvent les ruines du monastère orthodoxe serbe de Dobra Voda fondé dans la première moitié du XIVe siècle. L'église de la Transfiguration de Budisalc/Budisavci a été construite au XIVe siècle, sans doute à l'instigation du roi serbe Stefan Milutin ; elle a été restaurée en 1568 par le patriarche Makarije dont elle abrite un portrait considéré comme l'une des réalisations les plus achevées de la peinture serbe du XVIe siècle,. L'église Saint-Nicolas de Çabiq/Čabić a été construite à la fin du XVIe siècle ou au début du XVIIe siècle ; elle a été minée et rasée en 1999, au moment de la guerre du Kosovo. L'église de la Sainte-Parascève de Dresnik/Drsnik a sans doute été fondée sous le nom d'église Saint-Nicolas dans les années 1560 et ornée de fresques dans ces mêmes années ; au moment de la guerre du Kosovo, en 1999, l'église a été incendiée lors des bombardements de l'OTAN puis vandalisée par des extrémistes albanais ; dans le cadre d'un programme intitulé « Bela Rusija - Sestri Srbiji », la Biélorussie a financé les travaux de reconstruction et de restauration de l'église. Ces quatre sites sont inscrits sur la liste des monuments culturels d'importance exceptionnelle de la République de Serbie.
Sites archéologiques
- le site de Rigjeva à Gllarevë/Iglarevo (Préhistoire)[11]
- le site de Kërshina à Gllarevë/Iglarevo (Préhistoire)[11]
- le tumulus illyrien de Përçevë/Prčevo (Préhistoire)[11]
- le tumulus illyrien de Volljak/Volujak (Préhistoire)[11]
- le grand tumulus illyrien de Jashanicë/Jošanica (Préhistoire)[11]
- le site archéologique de Gradina à Dresnik/Drsnik (IIe-Ve siècles)[12]
- le site de Podvodno polje à Dresnik/Drsnik (Période romaine)[13]
- le site archéologique de Ćelije à Dresnik/Drsnik (Période romaine)[14]
- le site archéologique de Gradina à Klinac/Klinavac (XIIIe siècle)[15]
- le site de Crkvište à Klinac/Klinavac (?)[16]
- le site archéologique de Selište à Dollc/Dolac (XIIIe-XIVe siècles)[17]
- le site de l'église de la Mère-de-Dieu à Shtupel/Štupelj (XIVe-XVe siècles)[18]

Autres monuments culturels
- les grottes-ermitages des gorges de la Miruša (XIIe-XIIIe siècles)[19]
- église et cimetière à Dollc/Dolac (XIIIe-XIVe siècles)[20]
- le monastère de Dollc/Dolac (XIVe siècle)[21]
- les ruines de l'église de Svrhe Volujačke à Sferkë/Svrhe (XIVe siècle)[22]
- l'église Saint-Côme-et-Saint-Damien de Pogragjë/Pograđe (Seconde moitié du XVIe siècle)[23]
- la haute église de Pogragjë/Pograđe (XVIe siècle)[24]
- l'église Saint-Nicolas de Kijevë/Kijevo (Seconde moitié du XVIe siècle)[25]
- l'église Saint-Nicolas de Siqevë/Sićevo (XVIe siècle)[26]
- l'église Saint-Nicolas de Mleqan/Mlečane (Fin du XVIe siècle)[27]